# Carretera Estatal de Idaho 16
La Carretera Estatal de Idaho 16, y abreviada SH 16 (en inglés: Idaho State Highway 16) es una carretera estatal estadounidense ubicada en el estado de Idaho. La carretera inicia en el sur desde la SH 44     en Star hacia el norte en la SH 52     en Emmett. La carretera tiene una longitud de 22,4 km (13.927 mi).

## Mantenimiento
Al igual que las autopistas interestatales, y las rutas federales y el resto de carreteras estatales, la Carretera Estatal de Idaho 16 es administrada y mantenida por el Departamento de Transporte de Idaho por sus siglas en inglés ITD.